# Roland Grip
Bruno Roland Grip (Föllinge, 1941. január 1. – 2024. február 9.) svéd válogatott labdarúgó.

## Pályafutása

### A válogatottban
1968–1974 között 55 alkalommal szerepelt a svéd válogatottban és 1 gólt szerzett. Részt vett az 1970-es és az 1974-es világbajnokságon.

## Sikerei, díjai
AIK
- Svéd kupadöntős (1): 1968–69